# Torneo de Antalya 2018
El Turkish Airlines Open Antalya 2018 fue un torneo de tenis jugado en césped al aire libre. Esta fue la 2.ª edición del certamen, y formó parte de la gira mundial ATP World Tour 2018 en la categoría ATP 250 series. Se celebró en Antalya, Turquía, del 25 de junio al 1 de julio de 2018.

## Distribución de puntos
| Modalidad            | Campeón | Finalista | Semifinales | Cuartos de final | 2ª ronda | 1ª ronda | Clasificados | 2ª ronda de clasificación | 1ª ronda de clasificación |
| Individual masculino | 250     | 165       | 100         | 50               | 25       | 0        | 13           | 7                         | 0                         |
| Dobles masculino     | 250     | 150       | 90          | 45               | 20       | 0        | -            | -                         | -                         |

## Cabezas de serie

### Individuales masculino
| Tenista           | Ranking | Preclasificado |
| Adrian Mannarino  | 26      | 1              |
| Damir Džumhur     | 29      | 2              |
| Fernando Verdasco | 33      | 3              |
| Gaël Monfils      | 42      | 4              |
| Robin Haase       | 43      | 5              |
| João Sousa        | 47      | 6              |
| Yuichi Sugita     | 52      | 7              |
| Dušan Lajović     | 56      | 8              |

- Ranking del 18 de junio de 2018.[2]

### Dobles masculino
| Tenista                                | Ranking | Preclasificado |
| Aisam-ul-Haq Qureshi Jean-Julien Rojer | 43      | 1              |
| Max Mirnyi Philipp Oswald              | 81      | 2              |
| Sander Arends Matwé Middelkoop         | 99      | 3              |
| Andrés Molteni Hans Podlipnik          | 111     | 4              |

## Campeones

### Individual masculino
Damir Džumhur venció a  Adrian Mannarino por 6-1, 1-6, 6-1

### Dobles masculino
Marcelo Demoliner /  Santiago González vencieron a  Sander Arends /  Matwé Middelkoop por 7-5, 6-7(6-8), [10-8]